# Helen Kane
Helen Kane (The Bronx, 4 agosto 1904 – Queens, 26 settembre 1966) è stata una cantante statunitense.

## Biografia
Nata come Helen Clare Schroeder, frequentò la scuola parrocchiale di St. Anselm nel Bronx. Era la più giovane di tre figli: il padre, Louis Schroeder, era figlio di un immigrato tedesco, mentre la madre Ellen Dixon era un'immigrata irlandese. Helen iniziò la sua carriera artistica esibendosi come cantante e ballerina di vaudeville. All'età di 15 anni era in tour nell'Orpheum Circuit con i Fratelli Marx nella rivista On The Balcony. Nel 1922 approdò a Broadway con lo show Stars Of The Future.
Nel 1927 ebbe una parte nel musical teatrale A Night in Spain: 174 performances tra il 3 maggio e il 12 novembre 1927 al 44th Street Theatre di NYC. Più tardi Paul Ash la invitò a esibirsi al Paramount Theatre: durante la sua prima performance cantò That's My Weakness Now, in cui introdusse il suo famoso scat "boop-oop-a-doop". Divenne celebre nel 1928 grazie alla canzone I Wanna Be Loved by You, inserita nello spettacolo Good Boy di Oscar Hammerstein II. In seguito, tale brano sarebbe diventato tra i più popolari del XX secolo. Tra il 1928 e il 1930 incise 22 canzoni. In seguito, diradò le sue apparizioni nel mondo dello spettacolo, anche se continuò di tanto in tanto a registrare pezzi e dischi.
Dopo un lungo periodo di declino della sua popolarità, gli anni '50 segnarono invece il ritorno all'attività: nel film Tre piccole parole, prestò la voce a Debbie Reynolds, che interpretava la Kane ai tempi di Good Boy, e incise alcune canzoni tra le quali I Tawt a Puddy Tat, Beanbag Song, Hug Me! Kiss Me! Love Me! e Aba Daba Honeymoon intorno al 1950-1951, e When I Get You Alone Tonight e When My Sugar Walks Along the Street nel 1954. Durante gli anni '50 e '60 partecipò a numerosi spettacoli televisivi, e fece la sua apparizione finale all'Ed Sullivan Show il giorno di San Patrizio 1965. Nel 1958 Ralph Edwards le rese grande tributo invitandola al suo show This Is Your Life.
La cantante morì per cancro al seno nel 1966 e venne sepolta nel Cimitero Nazionale di Long Island ad East Farmingdale, New York.

### Controversia con la Fleischer Studios
La sua voce e il suo aspetto furono fonte di ispirazione per l'animatore dei Fleischer Studios Grim Natwick per la creazione del personaggio Betty Boop. Nel 1933 apparve nella produzione teatrale Shady Lady, e l'anno seguente in "The People Vs. Helen Kane", in cui ella parodiava il processo da lei intentato nei confronti di Max Fleischer e della Paramount Publix per sfruttamento d'immagine e concorrenza sleale.
Fu chiamato a testimoniare anche l'impresario Lou Bolton, il quale affermò che una sua artista, la giovanissima imitatrice Esther Jones, aveva inventato per prima il tipico scat "Boop-Oop-A-Doop". Anche se non esistevano prove sufficienti a favore di Bolton e vennero respinti ben cinquanta testimoni che avrebbero parlato in favore della celebre attrice, il giudice stabilì che le rivendicazioni di Helen Kane erano ingiustificate e che tale personaggio, in fin dei conti, poteva implicitamente essere considerato di pubblico dominio. La Kane perse la causa e la sua popolarità declinò irrimediabilmente.

## Vita privata
Nel novembre del 1924 sposò il commerciante Joseph Kane; il matrimonio finì nel 1928 e si concluse ufficialmente con un divorzio, registrato in Messico, nel dicembre 1932.
Nel febbraio del 1933 sposò l'attore Max Hoffman Junior, ma anche in questo caso le nozze naufragarono presto (la separazione avvenne dopo appena sei mesi, il divorzio ufficiale nel maggio 1935).
Nel 1939 si unì all'attore Dan Healy, col quale aveva lavorato in Good Boy, rimanendovi legata tutta la vita: i due aprirono anche un ristorante a New York, chiamato Healy's Grill.

## Filmografia

### Attrice
- Nothing But the Truth, regia di Victor Schertzinger (1929)
- Sweetie, regia di Frank Tuttle (1929)
- Pointed Heels, regia di A. Edward Sutherland (1929)
- Paramount revue (Paramount on Parade), regia di Edmund Goulding (1930)
- Dangerous Nan McGrew, regia di Malcolm St. Clair (1930)
- Heads Up, regia di Victor Schertzinger (1930)
- A Lesson in Love, regia di Casey Robinson - cortometraggio (1931)

### Doppiatrice
- Tre piccole parole (Three Little Words), regia di Richard Thorpe - non accreditata (1950)